# Michael Ebling
Michael Ebling, né le 27 janvier 1967 à Mayence, est un homme politique allemand, membre du Parti social-démocrate d'Allemagne (SPD).
Depuis 2022, il est ministre de l'Intérieur et des Sports de Rhénanie-Palatinat.

## Biographie
En 1988, il commence des études de droit public à l'université Johannes Gutenberg de Mayence. De 1995 à 2007 il est membre du conseil communal de son quartier Mainz-Mombach. Il travaillé comme adjoint de Klaus Hammer, puis en tant que conseiller politique au ministère de l'Éducation, la Science, Recherche et Culture du Land de Rhénanie-Palatinat dans le bureau du ministre d'État Jürgen Zöllner. De 1994 à 2002, Ebling était membre de conseil municipal de Mayence, où il était, entre autres, le Bureau du porte-parole de la politique culturelle. Il a été également membre du Directoire du groupe parlementaire. De 1995 à 2007, il a été président du SPD communal et en tant que successeur par Ursula Distelhut maire de Mainz-Mombach.
Ebling était élu en 1998 vice-président, le 27 novembre 2008 président du SPD à Mayence. En 2002, il a été élu que secrétaire adjoint à temps plein de la ville de Mayence pour les affaires sociales, de la santé et du logement, après le changement de son prédécesseur Malu Dreyer en le Cabinet Beck III de Rhénanie-Palatinat. Depuis mai 2006, Michael Ebling était secrétaire d'État dans le Ministère de l'Éducation, de la Science, de la Formation professionnelle et de la Culture, dirigé par Doris Ahnen. Comme le candidat du SPD pour l'élection du maire de Mayence, le 11 mars 2012, il atteint 40,5 % (l'équivalent de 26 202 voix) et est donc contre Günter Beck (Alliance 90 / Les Verts), qui a atteint la deuxième place à 26,6 % (17 204 voix), sur le bulletin 25 mars 2012.
Ouvertement gay, Ebling vit en Partenariat enregistré avec son compagnon.

## Maire de Mayence
Michael Ebling est maire de Mayence depuis 2012. En octobre 2011, son prédécesseur Jens Beutel était accusé d'incidents après une mission au Rwanda.
Le 5 mai 2018 Nathalie Koenders, maire de Dijon, fêtent avec Ebling à Dijon les 60e anniversaire du jumelage Mayence-Dijon.

## Ministre de l'Intérieur de Rhénanie-Palatinat
Après que Roger Lewentz a annoncé sa démission du poste de ministre de l'Intérieur et des Sports de Rhénanie-Palatinat le 12 octobre 2022, Ebling est nommé à sa succession le lendemain.
En juillet 2025, il prend la décision d'interdire aux membres de l'AfD d'intégrer la fonction publique. La nouvelle réglementation s'appliquera aussi bien aux fonctionnaires qu'aux employés couverts par des conventions collectives de la fonction publique, notamment les policiers et les enseignants. La CDU de Rhénanie-Palatinat a vivement critiqué la démarche du ministre de l’Intérieur. Selon elle, « au lieu de garantir la sécurité juridique, Ebling se livre à une mise en scène politique ».